# Peggauer Wand

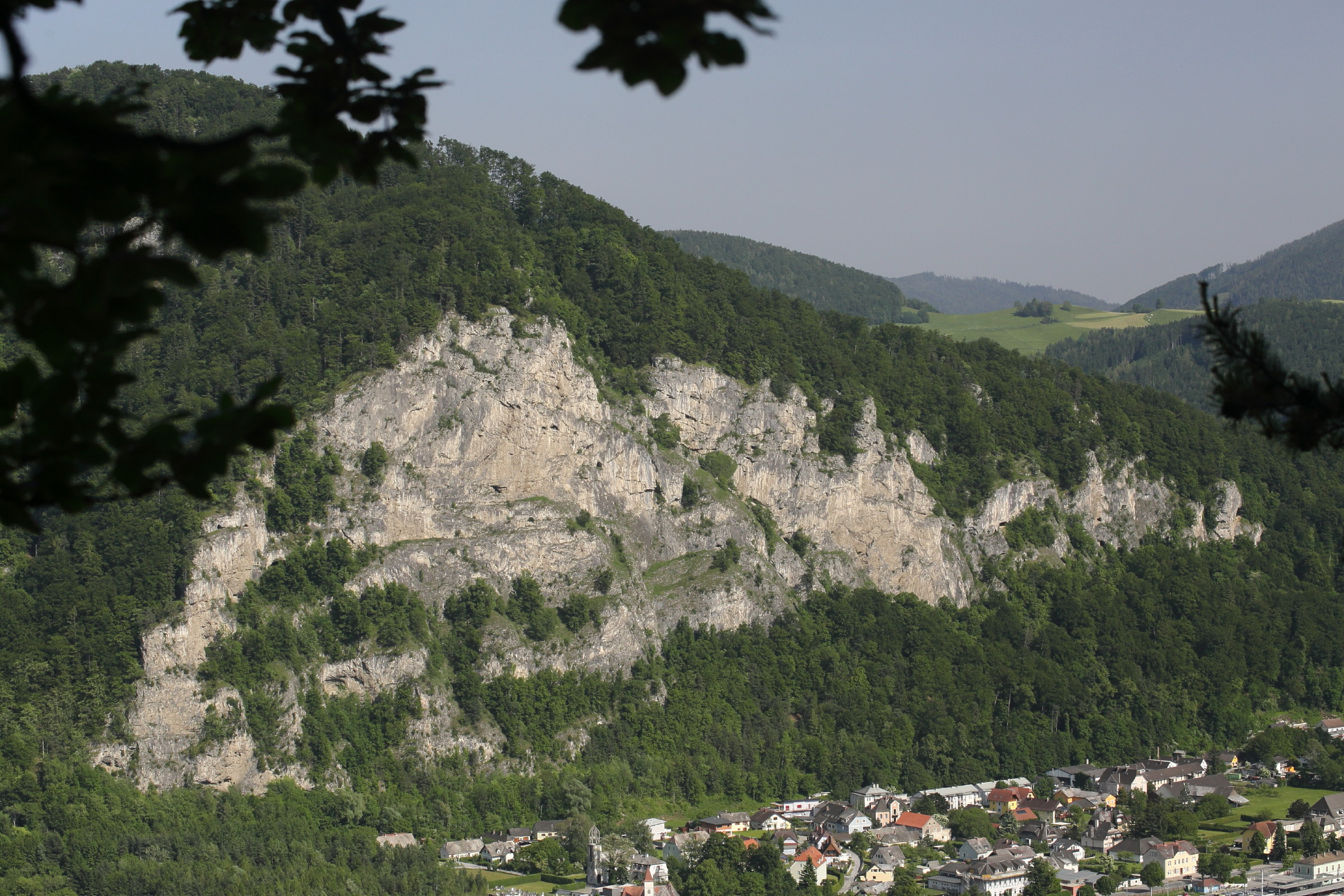
Die Peggauer Wand vom Kugelstein aus gesehen

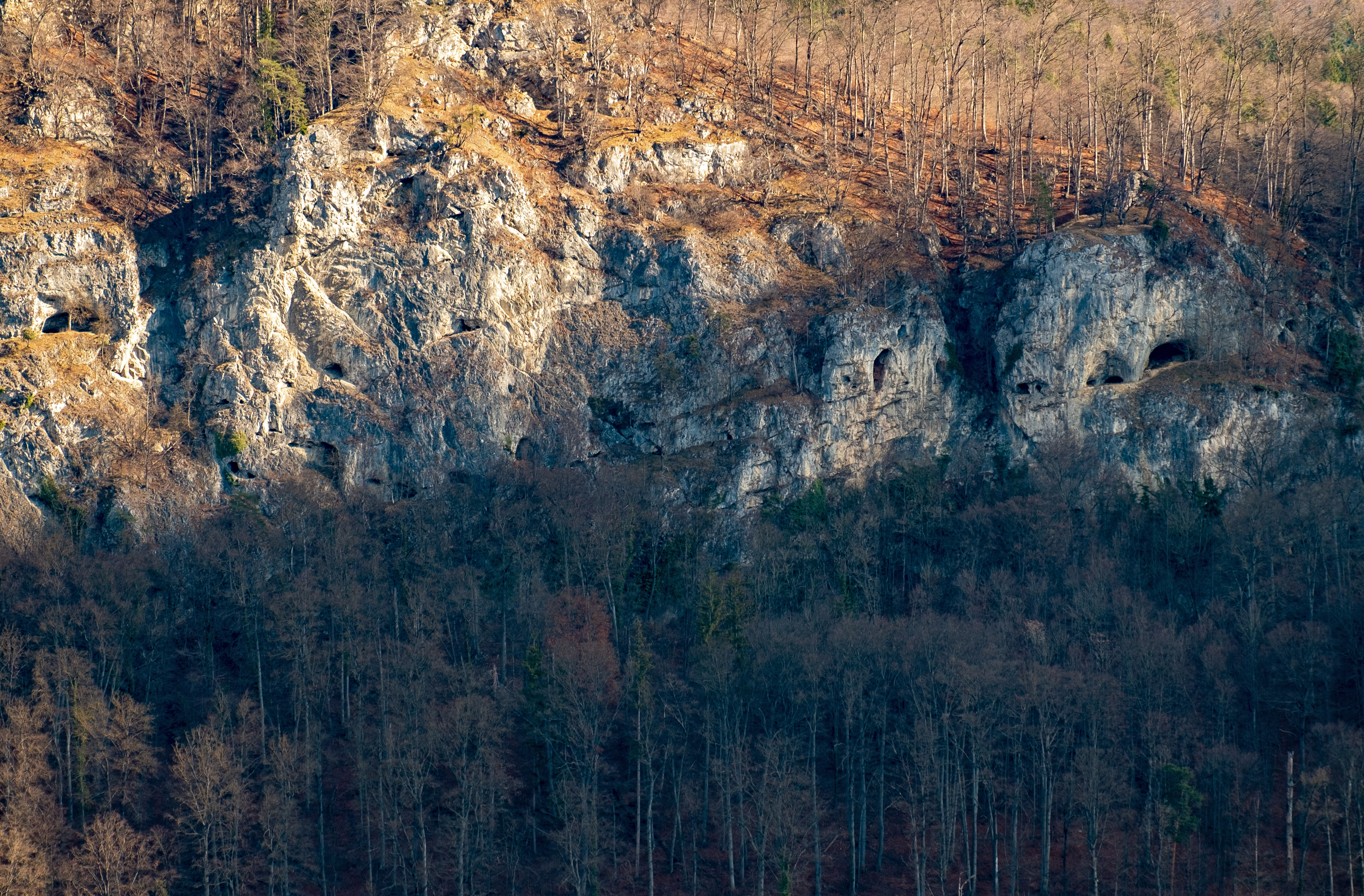
Höhlen in der Peggauer Wand

Die Peggauer Wand ist eine zum Murtal steil abfallende, höhlenreiche Wand des Kalkplateaus der Tanneben in der Steiermark. Sie gehört zum „Mittelsteirischen Karst“, Teil des Grazer Berglandes, und liegt 20 km nördlich von Graz, in Peggau, auf einer mittleren Höhe von etwa 410 Meter. Die größte der Höhlen trägt den Namen Große Peggauer-Wand-Höhle (Höhlenkatasternummer 2836/39).
In den Höhlen wurden Tierknochen aus der letzten Eiszeit und altsteinzeitliche Artefakte gefunden. Als Folge des Phosphatdüngermangels im und nach dem Ersten Weltkrieg – Importe waren nicht möglich – wurde Anfang der 1920er Jahre Höhlenerde als Düngemittel entnommen (Österreichische Höhlendüngeraktion). Der Schutz als prähistorische Fundstelle war nachrangig.

## Naturschutz
Teile der Peggauer Wand sind Schutzgebiete nach Natura 2000.
Bereits 1956 als Landschaftsteil und zum Schutz des Landschaftsbildes nach der Landschaftsschutzverordnung 1956 geschützt, wurde die Peggauer Wand 1981 zum Landschaftsschutzgebiet Nr. 42 (Peggauer Wand - Lurgrotte) nach dem Steiermärkischen Naturschutzgesetz 1976 erklärt. Es wurden der Wanderfalke und der Uhu als Brutvögel nachgewiesen. Im felsigen Trockenrasen der Wand gibt es ein kleines Vorkommen der Zippammer und im angrenzenden Wald Schwarzspechte, beides Vögel auf der Roten Liste.
Außerdem wurden am Fuße der Peggauer Wand während des Zweiten Weltkriegs mehrere Stollen angelegt, von denen einer (der Stollen mit der Nummer IX) 1988 als Tierschutzgebiet nach Natura 2000 ausgewiesen wurde, da er als Schlaf- und Überwinterungsquartier für Fledermäuse dient.
Im Jahre 2006 wurde schließlich auf Basis der bestehenden Schutzgebiete ein Europaschutzgebiet Nr. 26 vom Land Steiermark verordnet. In dieser Verordnung werden begründend die folgenden Fledermausarten angeführt: Kleine Hufeisennase, Große Hufeisennase, Kleines Mausohr, Mopsfledermaus, Langflügelfledermaus, Wimperfledermaus und Großes Mausohr, an Vögeln der Wanderfalke, der Uhu und der Schwarzspecht, sowie einige Pflanzengesellschaften.